# (19306) Voves
(19306) Voves est un astéroïde de la ceinture principale.

## Description
(19306) Voves est un astéroïde de la ceinture principale. Il fut découvert le 12 octobre 1996 à Stroncone par l'Observatoire astronomique Santa Lucia de Stroncone. Une observation de 1992 est considérée comme prédécouverte par le JPL.
Il présente une orbite caractérisée par un demi-grand axe de 2,36 UA, une excentricité de 0,17 et une inclinaison de 1,5° par rapport à l'écliptique.

## Compléments